# 路德維希革命
《路德維希革命》（日语：ルードヴィッヒ革命）是日本漫畫家由貴香織里創作的漫畫作品。於《別冊花與夢》（別冊花とゆめ）進行連載。單行本全4卷。
本作是由多篇改編自格林童話的故事組成的作品。主角路德維希的名字是出自格林兄弟的弟弟路德维希·格林。

## 登場角色

### 王子和隨從和關係人
路德維希（Ludwig，聲：杉田智和）
本故事主角，通稱路易。樣子俊美、頭腦清晰、桀傲不遜、性格任性，喜歡穿著視覺系的服裝，愛好女色喜愛巨乳以及收藏女屍。長相、虐待狂性格皆與母親相像。
威廉（Wilhelm，聲：羽多野涉）
路易的隨從，常被路易王子呼來喚去。麗絲（小紅帽）的童年玩伴，承諾要給貧窮的麗絲一件紅色的天鵝絨斗篷。
麗絲
小紅帽，被路易陷害而殺了自己的父母的女人，迷上殺戮的魅力後成為自由殺手，受路德維希的異母弟朱里烏斯之託追殺路易，卻失敗，還被路易所救，後來還受路易之託尋人，有虐待狂性格因此和路易不合（?）。
桃樂蒂（Dorothea，聲：嘉數由美）
對睡公主下詛咒（催眠）的魔女。是個被虐狂，因為想被路易王子虐待而跟隨他上路。初次登場於第1集的<睡公主Pricesse Ronce>，後來在長髮公主裡面再度出現，就是種萵苣的魔女，自此之後一直跟著路易，體驗被虐待的快感（？）。
朱里烏斯
一開始以路易父親的私生子角色登場，事實上卻是鄰國的王子。其姐姐曾和路易有過婚約，因誤會姐姐因路易被殺，而要向他復仇。後誤會澄清，便留在路易的國家，喜歡路易王子。
韓森和葛麗特
糖果屋的兄妹，幼年被父母丟棄，只要遇到不如意的事就會羅織童話幻想來幫自己度過難關，和路易有一面之緣，後受朱里烏司的訓練成為職業殺手，暗殺路易失敗之後兩人葬身火海。但在最後提及，原來他們當時被朱里烏司所救，並繼續跟隨朱里烏斯。

### 公主
白雪公主（Blanche，聲：矢島晶子）
原本是路易的父親要路易王子政治聯姻的對象，擁有肌膚像雪一樣白，頭髮像黑檀木一樣漆黑，嘴唇像鮮血一樣鮮紅一般，迷倒眾人的美貌。但她的心地也像黑夜一般黑，不僅利用美貌當成武器和自己的父王有染，也魅惑想殺掉自己的獵人（實際上是皇后的愛人），是個冷血又魔性的少女。白雪的親生母后，因此氣得千方百計想要除掉這個惡魔般的女兒，但最後都宣告失敗，直到讓公主吃下了毒蘋果而陷入昏迷（但其實白雪公主早就有算計），後來被當時有戀屍癖傾向的路易王子路過所救。白雪公主醒來後，不但報復讓親生母后穿上燒燙的鐵舞鞋跳舞致死，甚至還想迷惑路易的父親，利用美色來得到自己所想要的一切，最後被路易視破其陰謀而殺死，在那之後路易就對收藏女屍不感興趣了。
弗莉德里克（Friederik，聲：澤城美雪）
暱稱伊蒂克，睡美人，路易王子的心上人，因為桃樂蒂的詛咒而沉睡，其實真正沉睡的原因是自己的心魔，因自己的努力得不到眾人的認同，加上桃樂蒂的催眠，喚醒了她潛藏的魔女魔力，創造出了包圍城堡的荊棘，沉睡了100年，以保護自己受傷的心，讓任何人都無法看見她的真心，最後在路易的努力之下，破除了魔法，但因為魔法解除，人不可能活100年，於是迅速的老去死去。

## 故事簡介
樣子俊美、頭腦清晰、桀傲不遜的路德維希王子為了尋找適合自己的新娘，和隨從威廉一起踏上流浪之旅。

## 出版書籍
路德維希革命
| 卷數 | 白泉社         | 白泉社                 | 東立出版社    | 東立出版社             |
| 卷數 | 發售日期       | ISBN                   | 發售日期      | ISBN                   |
| ---- | -------------- | ---------------------- | ------------- | ---------------------- |
| 1    | 2004年6月18日  | ISBN 4-592-17095-4     | 2005年7月11日 | ISBN 986-11-7169-X     |
| 2    | 2007年1月19日  | ISBN 978-4-592-18409-6 | 2007年5月29日 | ISBN 978-986-11-9550-6 |
| 3    | 2007年6月19日  | ISBN 978-4-592-18410-2 | 2007年9月5日  | ISBN 978-986-10-0281-1 |
| 4    | 2007年12月18日 | ISBN 978-4-592-18411-9 | 2008年3月11日 | ISBN 978-986-10-1205-6 |

路德維希幻想曲
| 卷數 | 白泉社         | 白泉社                 | 東立出版社   | 東立出版社             |
| 卷數 | 發售日期       | ISBN                   | 發售日期     | ISBN                   |
| ---- | -------------- | ---------------------- | ------------ | ---------------------- |
| 1    | 2013年10月18日 | ISBN 978-4-592-21401-4 | 2015年4月1日 | ISBN 978-986-365-896-2 |

## 廣播劇CD
- 路德维希革命（發售日：2006年11月22日）

收錄白雪公主、睡公主。